# Dexter Hartman
Dexter Hartman (previamente: James), es un personaje ficticio de la serie de televisión EastEnders, interpretado por el actor Khali Best del 7 de enero del 2013 hasta el 2 de enero del 2015.